# South Woodford (metropolitana di Londra)
South Woodford è una stazione della linea Central della metropolitana di Londra.

## Storia
La stazione fu aperta il 22 agosto 1856  dalla East Counties Railway, con il nome di George Lane, sulla sua diramazione da Leyton a Loughton, in seguito prolungata fino a Epping e a Ongar nel 1865. La linea divenne nel 1862 proprietà della Great Eastern Railway, che rilevò la precedente compagnia.
Nel 1883 la stazione fu munita di una nuova biglietteria con tetto a padiglione. Con la riorganizzazione delle compagnie ferroviarie nel 1923 la stazione passò sotto il controllo della London & North Eastern Railway (LNER).
Il 5 luglio 1937 la stazione fu ribattezzata South Woodford (George Lane).

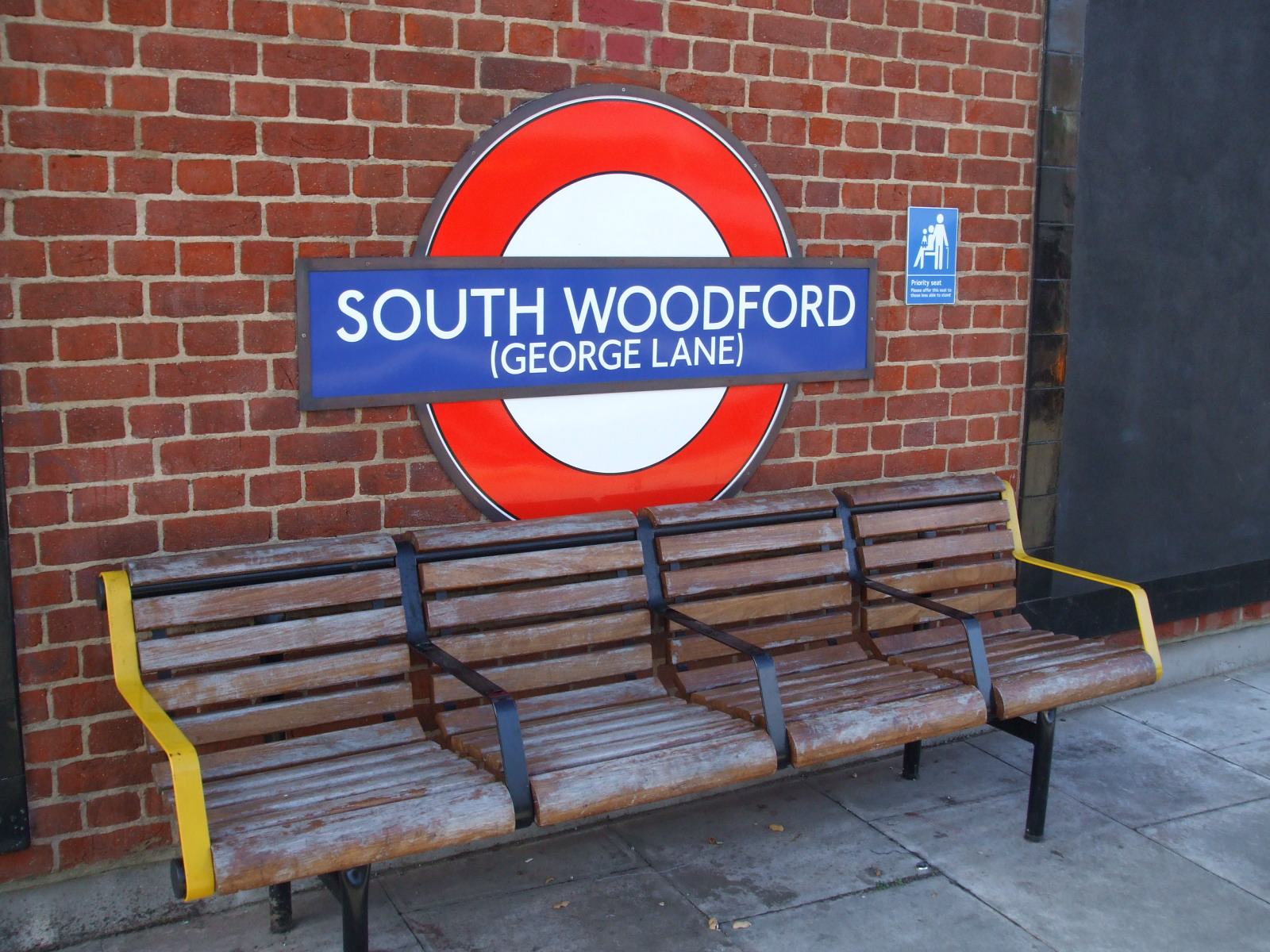
Roundel sulla piattaforma in direzione est che riporta il vecchio suffisso.

South Woodford fu trasferita dalla LNER alla rete metropolitana, sotto il controllo del London Passenger Transport Board, il 14 dicembre 1947 come parte dell'estensione orientale della linea Central oltre Leytonstone. Questa estensione era stata progettata nell'ambito del New Works Programme del 1935-40, ma il suo completamento era stato ritardato dalla guerra. Il suffisso "George Lane" cadde in disuso dopo il trasferimento, sebbene compaia ancora su alcuni roundels della stazione. Il cambio di nome è databile al 1950.
Nel 1936 l'architetto Charles Holden aveva realizzato per conto della London Underground un progetto per la ricostruzione della stazione in vista del futuro passaggio della linea alla rete metropolitana. Il progetto non fu realizzato e dopo il passaggio di proprietà del dopoguerra la stazione fu sottoposta solo ad alcune ristrutturazioni minori. Nel 1948 fu aggiunta una nuova biglietteria dal lato della linea in direzione ovest.
Durante la progettazione della linea Victoria, una delle opzioni prese in considerazione per la linea prevedeva una prosecuzione del tracciato da Walthamstow Central fino a South Woodford o a Woodford. Nel 1961 fu presa la decisione di lasciare il capolinea a Walthamstow Central.

## Strutture e impianti
La stazione ha due ingressi, uno su ciascun lato della linea. George Lane originariamente attraversava i binari con un passaggio a livello immediatamente a nord della stazione, ma questo venne chiuso quando la linea fu elettrificata. Il sovrappassaggio pedonale può essere utilizzato anche senza biglietto, dato che, cosa insolita per le stazioni della diramazione di Epping, si trova all'esterno dei tornelli di accesso alle piattaforme.
South Woodford è stata ristrutturata nel 2006. Sono state installate nuove telecamere di sicurezza nel sottopassaggio della stazione, anche in considerazione delle statistiche che collocavano la stazione al primo posto tra quelle più a rischio criminalità nel borgo di Redbridge; il sottopassaggio era considerato uno dei punti critici, specialmente nelle ore notturne. Inoltre è stato installato un nuovo sistema di altoparlanti, le ringhiere sono state ridipinte e dotate di guide tattili ad uso dei non vedenti e sono stati aperti dei punti di assistenza per i passeggeri. Una parte della piattaforma in direzione ovest, danneggiata da un incendio nell'ottobre 2004, è stata sistemata e riverniciata in bianco, blu e arancio; il sovrappassaggio pedonale all'estremità est delle piattaforme invece non è stato riverniciato.
La stazione è accessibile a passeggeri disabili solo sulla piattaforma in direzione est. La Transport for London ha incluso South Woodford tra le stazioni che verranno rese totalmente accessibili nei prossimi anni; il completamento dei lavori è previsto per il 2019-2020. I lavori sono stati completati nel marzo 2019, in anticipo sui tempi previsti.
La stazione rientra nella Travelcard Zone 4.

## Interscambi
Nelle vicinanze della stazione effettuano fermata alcune linee urbane automobilistiche, gestite da London Buses.
- Fermata autobus
- Stazione taxi[14]